# Плесо (Кичменгское сельское поселение)
Плесо — деревня в Кичменгско-Городецком районе Вологодской области.
Входит в состав Кичменгского сельского поселения (с 1 января 2006 года по 1 апреля 2013 года входила в Югское сельское поселение), с точки зрения административно-территориального деления — в Югский сельсовет.
Расстояние до районного центра Кичменгского Городка по автодороге составляет 14 км. Ближайшие населённые пункты — Чупово, Югский, Клюкино.
Население по данным переписи 2002 года — 31 человек (17 мужчин, 14 женщин). Всё население — русские.